# Myron Boadu
Myron Boadu (Amszterdam, 2001. január 14. –) holland válogatott labdarúgó, a VfL Bochum játékosa kölcsönben az AS Monaco csapatától.

## Pályafutása

### Klubcsapatokban
Az SC Buitenveldert és az AZ Alkmaar korosztályos csapataiban nevelkedett, utóbbiban lett profi játékos.
2018. május 6-án az PEC Zwolle elleni bajnoki mérkőzésen mutatkozott be a 67. percben Mats Seuntjens cseréjeként. Július 26-án a Kajrat Almati ellen debütált az Európa-ligában. A 2018–19-es szezon 1. fordulójában a NAC Breda ellen 5–0-ra megnyert mérkőzésen kezdőként lépett pályára és a 42. percben megszerezte első gólját. Ezzel a klub legfiatalabb gólszerzője lett az élvonalban 17 évesen és 212 naposan.  A következő fordulóban az FC Emmen ellen ismét gólt szerzett. Szeptember 16-án a Feyenoord ellen Eric Botteghinnel való ütközése következtében eltört a bokája. 2019. április 20-án tért vissza sérüléséből a Feyenoord ellen.
2021. augusztus 4-én a francia AS Monaco bejelentette, hogy öt évre szerződtette. Szeptember 26-án a Clermont Foot ellen mutatkozott be. Október 21-én a PSV Eindhoven ellen szerezte meg az első gólját a klubban a 2–1-re megnyert Európa-liga-mérkőzésen.
2024. február 1-jén jelentették be, hogy a szezon végéig kölcsönben csatlakozik a Twente csapatához. Augusztus 9-én kölcsönben távozott a német VfL Bochum csapatához.

### A válogatottban
Részt vett a 2017-es U17-es labdarúgó-Európa-bajnokságon, melyet Horvátországban rendeztek meg és a negyeddöntőkig jutottak. A tornán az ukrán U17-esek ellen lépett csak pályára, a 32. percben Thomas Buitink cseréjeként, majd a 60. percben őt váltotta Andrew Mendonca. 2019. november 19-én mutatkozott be a felnőttek között góllal Észtország elleni 2020-as labdarúgó-Európa-bajnokság selejtező mérkőzésen, és ezzel ő lett az első játékos aki a 21. században született és gólt szerzett a felnőtt válogatottban.

## Statisztika

### Klub
2023.január 15-i állapotnak megfelelően.
| Klub             | Szezon           | Bajnokság | Bajnokság | Kupa     | Kupa  | Nemzetközi | Nemzetközi | Összesen | Összesen |
| Klub             | Szezon           | Mérkőzés  | Gólok     | Mérkőzés | Gólok | Mérkőzés   | Gólok      | Mérkőzés | Gólok    |
| ---------------- | ---------------- | --------- | --------- | -------- | ----- | ---------- | ---------- | -------- | -------- |
| AZ Alkmaar       | 2017–18          | 1         | 0         | 0        | 0     | 0          | 0          | 1        | 0        |
| AZ Alkmaar       | 2018–19          | 8         | 3         | 0        | 0     | 2          | 0          | 10       | 3        |
| AZ Alkmaar       | 2019–20          | 24        | 14        | 2        | 0     | 13         | 6          | 39       | 20       |
| AZ Alkmaar       | 2020–21          | 31        | 15        | 1        | 0     | 6          | 0          | 38       | 15       |
| Összesen         | Összesen         | 64        | 32        | 3        | 0     | 21         | 6          | 88       | 38       |
| Monaco           | 2021–22          | 31        | 4         | 3        | 1     | 8          | 1          | 42       | 6        |
| Monaco           | 2022–23          | 4         | 1         | 0        | 0     | 3          | 0          | 7        | 1        |
| Összesen         | Összesen         | 35        | 5         | 3        | 1     | 11         | 1          | 49       | 7        |
| Karrier összesen | Karrier összesen | 99        | 37        | 6        | 1     | 32         | 7          | 137      | 45       |

### Válogatott
2019. november 19-i állapotnak megfelelően.
| Hollandia | Hollandia     | Hollandia |
| Év        | Pályára lépés | Gólok     |
| --------- | ------------- | --------- |
| 2019      | 1             | 1         |
| Összesen  | 1             | 1         |

### Góljai a válogatottban
2019. november 19-i állapotnak megfelelően.
|    | Időpont            | Helyszín                                   | Ellenfél   | Gólok | Eredmény | Kiírás                                       |
| -- | ------------------ | ------------------------------------------ | ---------- | ----- | -------- | -------------------------------------------- |
| 1. | 2019. november 19. | Johan Cruijff Arena, Amszterdam, Hollandia | Észtország | 5–0   | 5–0      | 2020-as labdarúgó-Európa-bajnokság selejtező |

## Sikerei, díjai
- Jong AZ
  - Tweede Divisie: 2016–17[6]